# Андрей Фраскареллі
Андрей Фраскареллі (порт. Andrei Frascarelli, нар. 21 лютого 1973, Педернейрас) — бразильський футболіст, що грав на позиції захисника.

## Клубна кар'єра
У дорослому футболі дебютував 1989 року виступами за нижчолігову команду «XV де Жау», в якій добре себе проявив, чим привернув увагу представників тренерського штабу клубу Серії А «Палмейрас», до складу якого і приєднався перед сезоном 1991 року. Відіграв за команду із Сан-Паулу наступні два сезони своєї ігрової кар'єри, але основним гравцем не став, зігравши лише 5 ігор в Серії А.
Згодом з 1993 року виступав за інші місцеві команди «Гояс», «Фламенго» та «Флуміненсе», після чого став гравцем аргентинського «Росаріо Сентраль», але заграти там не зумів і незабаром повернувся на батьківщину, ставши гравцем «Атлетіку Паранаенсе».
1997 року Андрей знову вирішив відправитись за кордон, на цей раз приєднавшись до одного з клубів іспанської Ла-Ліги «Атлетіко». Там бразилець провів один з найкращих сезонів своєї кар'єри, зігравши 31 матч і забивши чотири голи, допомігши «матрацникам» зайняти 7-е місце в чемпіонаті та дістатись півфіналу Кубка УЄФА. Однак він залишив «Вісенте Кальдерон» наприкінці сезону, приєднавшись до суперника по Ла Лізі, клубу «Реал Бетіс». Він пробув у «Бетісі» два сезони, але так і не пробився до першої команди. Він також мав коротке поверненням на батьківщину під час європейського міжсезоння в 1999 році, провівши 17 ігор за «Сантус».
Після цього у 2000—2004 Андрей знову грав на батьківщині, цього разу за «Марілію», після чого грав у німецькій Другій Бундеслізі за «Рот Вайс» (Ален).
Завершував ігрову кар'єру у нижчолігових бразильських командах «Сейландія» та «Ріо-Кларо», за які виступав до кінця 2008 року.

## Виступи за збірні
Виступав у складі юнацької збірної Бразилії, з якою став переможцем Юнацького чемпіонату Південної Америки в Еквадорі в 1988 році. Цей результат дозволив йому з командою наступного року поїхати і на юнацький чемпіонат світу, що пройшов у Шотландії. Там Андрей зіграв у чотирьох матчах, а його команда вилетіла у чвертьфіналі в серії пенальті від Бахрейну (1:4), примітно, що саме Андрей став єдиним бразильцем, який забив свій післяматчевий удар.
1991 року залучався до складу молодіжної збірної Бразилії. У складі цієї команди виграв Молодіжний чемпіонат Південної Америки у Венесуелі і поїхав на Молодіжний чемпіонат світу 1991 року в Португалії. Там Андрей став автором першого голу своєї команди на турнірі, забивши у ворота Кот-д'Івуару (2:1), після чого зіграв і у всіх інших п'яти матчах бразильців на турнірі, але голів більше не забивав. У фінальному матчі проти господарів португальців Андрей знову реалізував свій післяматчевий пенальті, але його команда поступилась 2:4 і змушена була задовільнитись срібними нагородами.
З командою до 23 років у 1992 році брав участь у Передолімпійському турнірі КОНМЕБОЛ, де бразильці не змогли вийти з групи.

## Титули і досягнення
- Переможець Ліги Каріока (1):

«Флуміненсе»: 1995
- Чемпіон Південної Америки (U-16): 1988
- Чемпіон Південної Америки (U-20): 1991